# Cluedo
Cluedo [ˈkluːdoʊ], meist jedoch eingedeutscht [klu'e:do] (Clue in den USA und Kanada) ist ein Brettspiel für zwei bis sechs Teilnehmer, bei dem durch Kombinieren von Hinweisen ein Mordfall aufgeklärt werden muss.

## Geschichte

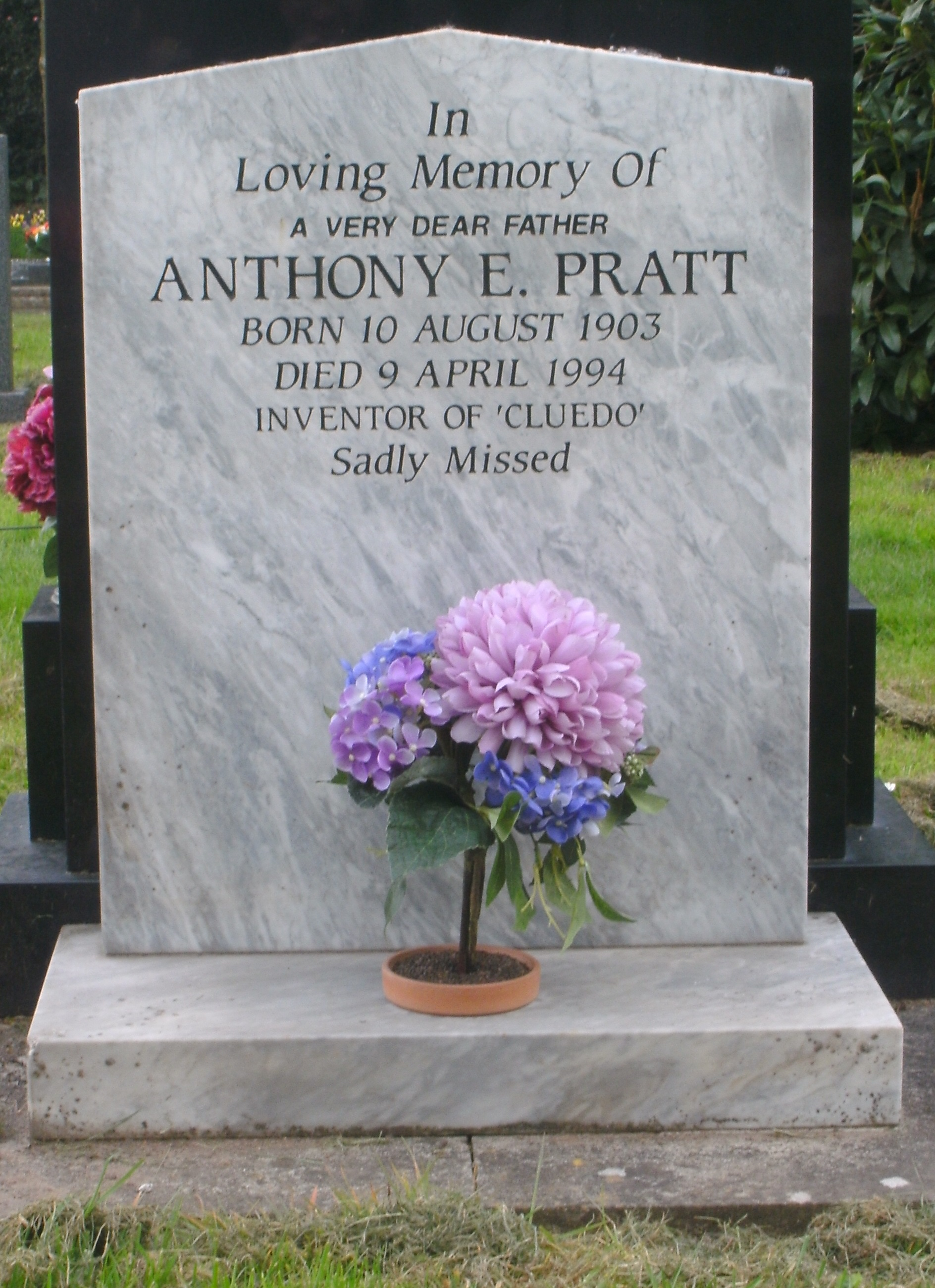
Grabstätte von Anthony Ernest Pratt

1943/1944 erdachten der britische Anwaltsgehilfe Anthony Ernest Pratt (1903–1994) und seine Frau Elva (1913–1990) ein Spiel, das sie Murder! nannten. 1944 wurde ein Patent für das Spielkonzept und den Spielplan eingereicht, das dann 1947 erteilt wurde. 1945/46 erwarb Waddingtons die Rechte an dem Spiel, das aufgrund von Materialengpässen erst 1948/49 als Cluedo erschien. Das Spiel wurde an Parker Brothers für den nordamerikanischen Markt lizenziert, die das Spiel 1949 als Clue, The Sherlock Holmes Game veröffentlichten. Seitdem wurden jährlich weltweit etwa 3 Millionen Spiele hergestellt.
1959 brachte dann Schmidt Spiele das Spiel unter dem Titel Wer ist Meisterdetektiv? auf den deutschsprachigen Markt, doch erst die spätere Parkerversion konnte sich am Markt durchsetzen.
Parker Brothers und Waddingtons wurden 1991 bzw. 1994 vom US-amerikanischen Spielehersteller Hasbro übernommen, der das Spiel bis heute produziert.
Die Spielidee stammt möglicherweise vom Kartenspiel The King of Hearts Has Five Sons.

## Name
Das Wort Cluedo ist ein Kofferwort aus dem englischen Begriff Clue, was so viel wie Schlüssel oder Hinweis für den Handlungsfortschritt bedeutet, und Ludo. Tatsächlich muss man durch Kombinationsgabe, geschickte Fragetechnik und ein wenig Zufall (schließlich ist auch ein Würfel dabei) den Täter, die Tatwaffe und den Tatort herausfinden.

## Spielverlauf

Tatorte (Alte Version und Auflage v. 2015)

Auf dem Spielplan ist der Grundriss eines Hauses mit neun Räumen und dem Flur dargestellt. In diesem Haus ist Dr. Schwarz (auch Graf Eutin) ermordet worden und alle Mitspieler übernehmen im Verlaufe des Spiels die Rolle eines Detektivs. Am Anfang wird von den Kartenstapeln der Verdächtigen, Mordwerkzeuge und Mordzimmer jeweils eine Karte verdeckt gezogen. Diese gilt es im Laufe des Spiels zu ermitteln. Alle übrigen Karten werden an die Mitspieler verteilt. Diese können nun durch geschickte kombinierte Verdächtigungen, die sie immer den anderen Mitspielern vortragen, erfahren, welche Karte diese besitzen. Dadurch muss jeder auf den korrekten Mörder, die Tatwaffe und den Tatort Rückschlüsse ziehen. Wer zuerst diese drei Fragen richtig beantworten kann, hat gewonnen. Wer allerdings eine falsche Anklage erhebt, scheidet aus. Es existieren mit sechs Verdächtigen, sechs Tatwaffen und neun Räumen insgesamt 324 verschiedene Lösungskombinationen.

### Neuerungen in der Auflage von 2008
- Verdächtige: Die Verdächtigen sind im Grunde gleich geblieben, haben aber teilweise andere Namen und veränderte Hintergrundgeschichten. Außerdem kommt der Winkelzug hinzu (siehe unten).
- Tatorte: Teilweise gibt es andere Tatorte (siehe unten).
- Tatwaffen: Statt vorher sechs Tatwaffen gibt es nun neun (siehe unten).
- Komplottkarten: Sie müssen oder dürfen in bestimmten Situationen gezogen werden und geben dem Spieler beispielsweise die Möglichkeit, einen weiteren Verdacht zu äußern, nochmals zu würfeln oder ähnliches.
- Uhrkarten: Der Spieler, der die achte Uhrkarte aus den Komplottkarten zieht, ist das nächste Opfer des Mörders und scheidet aus dem Spiel aus.
- Winkelzüge: Jeder der Spielcharaktere hat eine zusätzliche Eigenschaft, die einmal pro Spiel ausgespielt werden darf.

### Neuerungen in der Auflage von 2015
Diese Neuauflage ähnelt mehr der ursprünglichen Auflage als der Neuauflage von 2008. Die Tatwaffen sind dieselben wie in der ursprünglichen Auflage, ebenso die Tatorte. Die Liste der Verdächtigen wurde leicht geändert. Frau Weiß gibt es nicht mehr, stattdessen gibt es nun eine Frau Dr. Orchidee. Die Neuerungen der Auflage von 2008 (Komplottkarten, Uhrkarten, Winkelzüge) gibt es in dieser neuesten Auflage nicht.

### Verdächtige (Alte Version u. Auflage von 2015)
Diese sechs Personen sind die Verdächtigen, die im Spiel vorkommen (in kursiv jeweils der Originalname):
- Oberst Günther von Gatow (gelb) (Colonel Mustard)
- Professor (Peter) Bloom (violett) (Professor Plum)
- (Herr) Direktor Grün oder Reverend Jakob Grün (grün) (Reverend Green)
- Baronin (Patrizia) von Porz (blau) (Mrs. Peacock)
- Fräulein Ming oder Fräulein Gloria Roth (rot) (Miss Scarlett), in der Auflage von 2015 nur als „Fräulein Gloria“ bezeichnet
- Frau (Elvira) Weiß (weiß) (Mrs. White), in der Auflage von 2015 durch Frau Dr. Orchidee (pink) (Dr. Orchid)[8] ersetzt

### Verdächtige (Neuauflage von 2008)
| Name         | Leitsatz                                                      | Winkelzug (einmal pro Spiel) |
| ------------ | ------------------------------------------------------------- | --- |
| Dennis Gatow | „Habe ich schon erwähnt, wie viele Tore ich geschossen habe?“ | Sie dürfen zweimal ziehen. Würfeln Sie, ziehen Sie und würfeln Sie noch einmal                                                             |
| Felix Bloom  | „Ich bin der König der Schickeria.“                           | Sie dürfen im selben Zug zweimal einen Verdacht aussprechen.                                                                               |
| Tom Grün     | „Ich übernehme das für Sie. Was krieg ich als Gegenleistung?“ | Sie dürfen einen Verdacht mit einem Raum aussprechen, in dem Sie nicht stehen. Der Gast des Verdachts wird in den genannten Raum gestellt. |
| Klara Porz   | „Ich nehme die Dinge lieber selbst in die Hand.“              | Sie dürfen sich eine Karte des Spielers ansehen, dem Sie gerade eine Ihrer Karten gezeigt haben.                                           |
| Gloria Roth  | „Wie bitte? Sie wissen nicht, wer ich bin?“                   | Sie dürfen sich eine Karte ansehen, die gerade ein anderer Spieler jemand anderem gezeigt hat.                                             |
| Diana Weiss  | „Ich habe es so satt, immer übersehen zu werden.“             | Sie dürfen in einen beliebigen Raum ziehen, der keinen Geheimgang hat.                                                                     |

| Tatwaffen (Alte Version u. Auflage v. 2015) - Pistole (Revolver) - Dolch (Dagger) - Seil (Rope) - Kerzenleuchter (Candlestick) - Rohrzange (Wrench) - Heizungsrohr (Lead Pipe) | Tatwaffen (Neuauflage von 2008) - Pistole - Kerzenleuchter - Seil - Messer - Keule | Fortsetzung - Axt - Hantel - Trophäe - Gift |

| Küche (Kitchen)            | Musikzimmer (Ballroom)  | Wintergarten (Conservatory)   |
| Speisezimmer (Dining Room) | Keller                  | Billardzimmer (Billiard Room) |
| Speisezimmer (Dining Room) | Keller                  | Bibliothek (Library)          |
| Salon (Lounge)             | (Eingangs-)Halle (Hall) | Arbeitszimmer (Study)         |

| Küche (1)     | Terrasse         | Wellnessraum (2)  |
| Speisezimmer  | Schwimmbad       | Heimkino          |
| Speisezimmer  | Schwimmbad       | Wohnzimmer        |
| Gästehaus (2) | (Eingangs-)Halle | Observatorium (1) |

## Variationen

### Cluedo Video
Ende der 1980er Jahre brachte die Firma Parker Brothers das Cluedo-Spiel in einer neuen Version heraus. Während des Spiels schauten sich die Spieler auf einer beigelegten Kassette die Handlung auf einem Videogerät an, um wichtige Tatsachen zu erfahren, machten sich Notizen über die Verdächtigen, die Räume und Tatwerkzeuge. Natürlich benötigte man dazu Fernsehgerät und Videorecorder. Diese Variation setzte sich jedoch nicht sehr lange durch, da die durchaus motivierenden Sequenzen des Bandes mit der Zeit durch die Wiederholung an Spielreiz verloren.

### Computerspiel (1999)
Diese CD-Version für Windows-PCs erschien 1999 bei Hasbro und bietet zwei Spielvarianten. Die Variante „klassisch“ ist eine originalgetreue Umsetzung des Brettspiels, bei der Variante „ohne Würfel“ wird nicht gewürfelt, sondern jedem Spieler stehen pro Zug neun Punkte zur Verfügung, die er für Aktionen verbrauchen kann. Ein Schritt kostet dabei einen Punkt, eine Verdächtigung oder die Anklage drei Punkte. Wahlweise bewegt man sich in einer 3D-Ansicht des Hauses oder auf dem zweidimensionalen Spielbrett. Ausgesprochene Verdächtigungen werden durch kurze Videosequenzen animiert. Der Computer kann beliebig viele menschliche Mitspieler ersetzen (und auch gegen sich selbst spielen). Außerdem kann das Spiel im Netzwerk gespielt werden.

### Cluedo DVD
Wie beim Cluedo-Video (siehe oben) wird ein Medium, in diesem Falle eine DVD, verwendet, um das Spiel mit Videos zu erweitern. Der Unterschied besteht nur darin, dass in dieser Variationen kein Mord geklärt wird, sondern ein Diebstahl. Bei den DVD-Fällen (ein Hauptfall plus zehn Spezialfälle) gibt es insgesamt zehn Figuren, von denen nur fünf Figuren (drei bis fünf Spieler) gleichzeitig bespielt werden. Diese sind festgelegt und werden vor Beginn des Spiels in einer genauen Spielanleitung angegeben.
Neben den alten Figuren
- Oberst von Gatow (gelb)
- Professor Bloom (violett)
- Reverend Grün (grün)
- Baronin von Porz (blau)
- Fräulein Gloria (rot)
- Frau Weiß (weiß)

gibt es vier neue Figuren:
- Sir Albert (ocker)
- Konrad (orange)
- Frau Wiesental (türkis)
- Madame Monique (violett)

Dazu kommen noch der Kommissar und ein Butler, die dabei helfen, den Fall zu lösen. Der Butler gibt bei den Spezialfällen Tipps über seine eigenen Beobachtungen in den verschiedenen Zimmern. Der Kommissar gibt Anweisungen und leistet Hilfestellungen.
Der Würfel entfällt komplett, da nur von Raum zu Raum gegangen werden kann. Mit der Zeit werden immer mehr Hilfestellungen auf der DVD freigeschaltet und sie können in jeder Runde genutzt werden, anstatt einen Verdacht zu äußern. Zum Beispiel Sonderaktionen im Geheimgang oder Suchbilder in einzelnen Räumen.
Das Spiel wurde 2005 von Parker und Hasbro herausgebracht.

### Super Cluedo
Hierbei handelt es sich um eine erweiterte Version des klassischen Cluedo-Spiels. Es gibt mehr Tatorte (darunter einen Garten und Stallungen), Tatwaffen und Verdächtige, wodurch eine größere Menge an Kombinationen möglich ist. Die Anzahl der Mitspieler ist auf bis zu zehn erhöht worden. Auch neu sind lupenförmige Spezialfelder, die im Flur verteilt sind. Wer über ein solches Feld zieht, darf eine Handkarte eines Gegners einsehen. Ansonsten stimmen die Regeln jedoch mit denen des Originals überein.

### Cluedo – Das Kartenspiel
Der Spieleautor Philip Orbanes brachte im Verlag Winning Moves 2002 eine Kartenversion des Spieles heraus, die ein Jahr später auch auf Deutsch erschien. Es gibt Detektivkarten, Verdachtskarten, Fahndungskarten, Heiße-Spur-Karten und Geheimtipp-Karten. Die Spieler können Verdächtigungen bezüglich des Täters, des Fluchtfahrzeugs und der Stadt aussprechen, die die Mitspieler je nach den Karten auf ihrer Hand beantworten können.

### Cluedo – The Simpsons
Ebenfalls 2006 erschien bei Parker (Hasbro) eine Cluedo-Variante mit Charakteren, Tatorten und Tatwaffen aus der Fernsehserie Die Simpsons. Das Spielprinzip ist zum Originalspiel identisch, ist aber bereits ab zwei Personen spielbar. Die Charaktere der Serie schlüpfen in die Rollen des Originalspiels, so spielen mit: Krusty der Clown als Oberst von Gatow, Bart Simpson als Professor Bloom, Homer Simpson als Reverend Grün, Marge Simpson als Baronin von Porz, Lisa Simpson als Fräulein Gloria sowie Waylon Smithers als Frau Weiß. Mögliche Tatwaffen sind ein giftiger Donut, ein Boxarm, eine Halskette, eine Schleuder, ein Brennstab und ein Saxophon. Die Tatorte entstammen ebenfalls der Serie und sind Barney’s Bowl-A-Rama, die Krustylu Filmstudios, das Atomkraftwerk, das Simpson-Haus, der Frying Dutchman, der Kwik-E-Mart, das Burns-Anwesen, das Springfield Altersheim und das Android’s Dungeon.

### Cluedo – Harry Potter Edition
Eine Cluedo-Variante mit Charakteren aus dem Harry Potter Universum. Der Spielort ist die Zauberschule Hogwarts. Erweitert wurden die Spielregel durch das Einführen von Hauspunkten, die jeder Spieler zu Spielbeginn besitzt, die er aber beim Erscheinen des Dunklen Mals nach dem Zufallsprinzip verlieren kann, wobei Schutzkarten während des Spiels erworben werden können. Bei Verlust aller Hauspunkte scheidet der Spieler aus. Zusätzlich wurde der Spielplan durch bewegliche Elemente (vier Drehscheiben unter dem Plan) erweitert, die es ermöglichen, Türen zu öffnen und zu schließen und Geheimgänge zwischen den einzelnen Zimmer zu öffnen. Als Spielfiguren sind vorhanden: Harry Potter, Ron Weasley, Hermine Granger, Ginny Weasley, Luna Lovegood und Neville Longbottom. Die Räume sind bezeichnet als Dumbledores Büro, Bibliothek, Eulerei, Verteidigung gegen die dunklen Künste, Zaubertränke, die große Halle, der Raum der Wünsche und der Krankenflügel. Die Verdächtigen sind hier Draco Malfoy, Lucius Malfoy, Bellatrix Lestrange, Peter Pettigrew, Crabbe und Goyle.

### Cluedo – Sherlock Edition
Im September 2012 erschien in Großbritannien eine Variation von Cluedo mit Schauplätzen und Charakteren der erfolgreichen, seit 2010 produzierten britischen TV-Reihe Sherlock. Diese Edition stellt mit ihrem Bezug zu Sherlock Holmes somit einen Rückbezug zum Ursprung des Spiels her.

### Cluedo Geheimagent
Diese Version des Detektivspielklassikers macht den einzelnen Spieler zum Geheimagenten in einer Weltmetropole. Hier müssen wie im klassischen Spiel Beweise gesammelt und Täter überführt werden, jedoch gibt es einen SMS-Spielmechanismus, durch den jeder Spieler Sonderaufträge per SMS erhält. Als Besonderheit ist der Cluedo Geheimagenten-Version noch eine Schwarzlichtlampe beigelegt, mit der die Entschlüsselung von Hinweisen erfolgen kann.

### Cluedo Live-Party
2007 erschien eine Live-Rollenspiel-Variante. Sie besteht nur aus zwei Fällen, einem für sechs Spieler und einem für acht. Wie in einem Rollenspiel üblich übernehmen die Spieler die Rolle eines der Gäste. Die Rollen sind hierbei den Charakteren der alten Version entnommen: Prof. Bloom, Oberst von Gatow, Fräulein Gloria, Reverend Grün, Baronin von Porz und Frau Weiß. Für den Fall mit acht Spielern kommen noch Lord Lukas und Madame Monique dazu. Zu jedem Charakter gibt es eine kleine Rollenbeschreibung mit Biographie, Charaktereigenschaften und Verhaltenshinweisen. Außerdem gibt es Anregungen für das Kostüm (Farbe, Accessoires). Dem Spiel sind auch Namensschilder beigelegt, die wie ein Lätzchen umgehängt werden. Jeder Spieler erhält einen Satz Hinweiskarten, die er aber erst auf Anweisung des Spielleiters lesen darf. Sie enthalten Informationen drüber, wann der eigene Charakter was, wo gemacht hat.
Als Tatwaffen fungieren die Waffen der alten Version (Dolch, Leuchter, Seil, Rohrzange, Rohr, Pistole). Diese sind aus Pappe gefertigt und enthalten einen Hinweis zur Waffe, der mit der beiliegenden roten Lupe entziffert werden kann (hellblaue Schrift mit rotem Muster überdruckt. Die Lupe lässt das Muster verschwinden und macht den Text lesbarer). Der Hinweis gibt Aufschluss darüber, ob die Waffe als Tatwaffe in Frage kommt.
Auch die neun Räume der alten Version (Musikzimmer, Salon, Küche, Arbeitszimmer, Bibliothek, Speisezimmer, Halle, Wintergarten, Billardzimmer) kommen als Tatort in Frage. Die Räume werden durch Umschläge repräsentiert, die eine Karte mit einem Hinweis enthalten.
Die Party wird als Dinnerabend mit Drei-Gang-Menü ausgerichtet. Vorspeise, Hauptspeise und Dessert werden in den Spielablauf integriert und geben so Möglichkeiten für Überlegungen und Rückschlüsse. Durch den Abend führt der Butler auf der beigelegten CD. Er gibt Anweisungen zum weiteren Verlauf des Spiels. Die Gäste tasten sich, geführt vom Butler, schrittweise an die Lösung. Für die richtigen Schlüsse und für die Enttarnung des Mörders gibt es Punkte.
Die beigelegte CD enthält neben der Soundtracks für die beiden Fälle auch Druckvorlagen für die Spielmaterialien (Einladungen, Charakterinformationen, Lösungszettel usw.).

### Weitere Versionen
Darüber hinaus wurden im Laufe der Jahre noch viele weitere Adaptionen des Spiele-Klassikers herausgebracht, die jeweils ein bestimmtes Thema aufgreifen, beispielsweise eine Version von Big Bang Theory, Downton Abbey, Rick and Morty, Nightmare Before Christmas, Game of Thrones, Scooby-Doo und Cluedo Junior, um nur einige Beispiele zu nennen. Des Weiteren wurde 2020 eine „Mogeln und Mauscheln“-Edition auf den Markt gebracht, bei der es darum geht, sich möglichst geschickt ans Ziel zu schummeln.

## Filmische Umsetzung
Basierend auf der Grundidee des Spieles entstand 1985 die Kriminalkomödie Clue (dt. Alle Mörder sind schon da), die sowohl mit den originalen Charakternamen als auch drei möglichen Lösungen einzelner Morde aufwartet. Zunächst wenig erfolgreich gilt Clue mittlerweile als Kultfilm in den USA, Kanada und Großbritannien.
In Folge 3.2 Spiel vom Tod der neuseeländischen Krimiserie Brokenwood wird im Verlauf des Rollenspiels ein tatsächlicher Mord verübt.

## Adaptionen
- 1992 produzierte der Sender Sat.1 zwölf Folgen der Gameshow Cluedo – Das Mörderspiel (Titelmusik: Martin Böttcher, Regie: Wolfgang F. Henschel), moderiert von Gundis Zámbó. Hinweise wurden dabei über Einspielfilme gegeben; die Zuschauer im Studio mussten den Mörder finden. Die Show wurde auch im Jahr 1993 in der Radiosendung Kalkofes Mattscheibe parodiert.
- Im Herbst 2006 nahmen nach Herstellerangaben über 250.000 Spieler an der Onlineversion des Spiels Cluedo Online – Die große Mörderjagd teil. Es dauerte ungefähr einen Monat, hatte den Titel Ein fast perfekter Mord und es wurde der Mörder von Dr. Schwarz gesucht. Hauptpreis war eine Familienreise nach San Francisco mit Besuch der Gefängnisinsel Alcatraz.